# Communist Party of Canada (Marxist–Leninist)
Die  Communist Party of Canada (CPC (ML)) ist eine marxistisch-leninistische Kleinstpartei in Kanada.
Sie tritt seit 1974 bei Wahlen als Marxist Leninist Party of Canada an, um so bei Verwechslungen mit der 1921 gegründeten Kommunistischen Partei Kanadas (CPC) zu vermeiden.

## Geschichte

### Vorgeschichte
Die Vorgängerorganisationen der CPC (ML) entstanden Ende der 60er Jahre. Einer ihrer Gründer war Hardial Bains, ein in den 50er Jahren nach Kanada eingewandertes ehemaliges Mitglied der Jugendorganisation der Kommunistischen Partei Indiens (CPI). Während seines Studiums an der University of British Columbia (UBC) in Vancouver wurde dieser 1963 Vorsitzender einer sich „Internationalists“ nennenden Studentengruppe an der UBC.
Im Kontext der Folgen des XX. Parteitags der KPdSU wie der Entstalinisierung und dem Chinesisch-sowjetischen Zerwürfnis stellte sich Bains auf die Seite der Volksrepublik China unter Mao Zedong.
1968 nannten sich die „Internationalists“ in „Canadian Student Movement“ und wenig später in „Canadian Communist Movement (Marxist-Leninist)“ um.

### Gründung und 1970er Jahre
Am 31. März 1970 erfolgte die formelle Gründung der Kommunistischen Partei Kanadas (Marxisten-Leninisten).
Parteilinie und Veröffentlichungen der CPC (ML) lehnten sich stark an die Politik der Kommunistischen Partei Chinas an. So schwieg die CPC (ML) bspw. zum Sturz Salvador Allendes 1973, da die Junta von Augusto Pinochet diplomatisch die Ein-China-Politik der VR China weiterhin unterstützte. Später unterstützte die CPC (ML) die UNITA-Truppen im Angolanischen Bürgerkrieg. Diese wurden u. a. auch von den Vereinigten Staaten und dem von der weißen Minderheit beherrschten Südafrika finanziert und unterstützt. Die UdSSR und Kuba wurden durch die CPC (ML) als „sozialimperialistisch“ eingeschätzt.
Im Gegensatz zur Strategie der CPC, die sich in verschiedenen sozialen Bewegungen engagierte, statt eigene neue Vorfeldorganisationen aufzubauen, befürwortete die CPC (ML) die Neubildung solcher bei vollständiger Kontrolle durch die Partei. Dieser Ansatz und die konträre Haltung bspw. gegenüber den Positionen der meisten Antikriegskräfte zu dieser Zeit isolierten die CPC (ML) von anderen linken Gruppen.

### 1980er Jahre
In Folge der chinesischen Reform- und Öffnungspolitik seit Ende der 1970er Jahre orientierte sich die CPC (ML) ideologisch fortan vor allem an der Partei der Arbeit Albaniens (PdAA) unter Enver Hoxha. Die CPC (ML) war die einzige Partei in Nordamerika mit offiziellen Beziehungen zur PdAA.
Daneben engagierte sie sich im Kampf gegen Rassismus. Aus ihren Reihen heraus gründete sich unter anderem eine West Indian Peoples' Organization (WIPO) und ein Canadian Peoples' Defence Committee. Beide Organisationen setzten sich für eine Gleichberechtigung von Migranten, u. a. aus der Karibik und dem indischen Subkontinent, ein. Über diese Organisationen wurden Gebäude und Räumlichkeiten gekauft, welche auch die CPC (ML) nutzen konnte.

### 1990er Jahre
Nach der Auflösung der UdSSR und der mit ihr verbündeten sozialistischen Staaten sowie dem Sturz der PdAA entwickelte die CPC (ML) einen neuen ideologischen Ansatz, dessen Kern darin besteht, sowohl Kuba als auch Nordkorea positiv zu betrachten. Politisch sprach sich die CPC (ML) zunehmend für ein Konzept der „demokratischen Erneuerung Kanadas“ aus, welches u. a. auf eine Wahlrechtsreform hinaus läuft. Frühere Polemiken gegen die sozialen Bewegungen und die Kommunistische Partei Kanadas wurden fallen gelassen.
Gleichzeitig begann sie die in den 80er Jahren über ihre Vorfeldorganisationen erworbenen Immobilien zu verkaufen und generierte etwa 2 Millionen US-Dollar Gewinn daraus.
1997 starb Bains und seine Witwe Sandra L. Smith ersetzte ihn an der Spitze der CPC (ML). Dem langjährigen Parteivorsitzenden zu Ehre kaufte die Partei ein Grabgrundstück auf dem Friedhof Beechwood in Ottawa, welcher als Nationalfriedhof Kanadas gilt.

## Internationale Beziehungen
Trotz der ideologischen Nähe der CPC (ML) zur Volksrepublik China erkannte die Kommunistische Partei Chinas diese nie als ihre offizielle Bruderpartei in Kanada an. Bis Mitte der 1970er Jahre gab es in Kanada weitere pro-chinesische Parteien, die heftig miteinander debattierten und insbesondere die CPC scharf verurteilten.
Während die CPC (ML) diese nicht an sich binden konnte, war ihr Vorsitzender Bains sehr aktiv und gab Anstöße zur Bildung ähnlich ausgerichteter Gruppierungen auf der ganzen Welt, u. a. in Irland (Communist Party of Ireland (Marxist–Leninist)), Großbritannien (Revolutionary Communist Party of Britain (Marxist–Leninist)), Trinidad und Tobago, Indien (Communist Ghadar Party) und den USA (Marxist–Leninist Party).
1976 begann CPC (ML) die Kritik an der chinesischen Außenpolitik und der „Theorie der drei Welten“ von Seiten der PdAA zu unterstützen. 1977 erklärte die CPC (ML), dass China revisionistisch verkommen sei. Die CPC (ML) wurde von der PdAA als kanadische Bruderpartei anerkannt und Delegationen besuchten Albanien bis 1991 regelmäßig.
Mittlerweile unterstützt sie Nordkorea und Kuba. So veröffentlichte sie 2011 zum Tode Kim Jong-ils eine Trauermeldung.

## Verhältnis zur Kommunistischen Partei Kanadas
Unterschiede zwischen CPC (ML) und CPC gibt es u. a. bezüglich der im jeweiligen Programm vorgelegten Strategie und Taktik beider Parteien. Die CPC (ML) betont dort vor allem die Bedeutung einer „demokratischen Erneuerung Kanadas“ und die „Erneuerung der internationalen Beziehungen“, ohne detailliert aufzuzeigen welche Schritte und Maßnahmen sie auf dem Weg dorthin für notwendig erachtet. Die CPC hat hingegen ein detailliertes Programm, in welchem sie Kanadas Weg zum Sozialismus u. a. mit der Bildung einer demokratischen, antiimperialistischen und antimonopolistischen Koalition vorzeichnet.
Die CPC (ML) hat weder eine offizielle Position zur Sowjetunion noch zum heutigen China, während die CPC eine Analyse beider Länder vornahm.
Die CPC (ML) ist nicht Teil eines internationalen Zusammenschlusses kommunistischer, sozialistischer oder Arbeiterparteien, während die CPC Mitglied des Internationalen Treffens der Kommunistischen und Arbeiterparteien ist.
Die CPC (ML) hat keinen aktiven Jugendverband, während die Young Communist League of Canada der CPC nahesteht und mit dieser zusammen arbeitet.
Themenfelder, bei denen beide Parteien zusammenarbeiten, sind die Solidarität mit Kuba und Staaten, die der Bolivarianischen Allianz für Amerika angehören oder angehörten.

## Parteivorsitzende
- Hardial Bains (1970–1997)
- Sandra L. Smith (1998–2008)
- Anna Di Carlo (seit 2008)

## Wahlergebnisse
Die Partei nahm bisher an folgenden Wahlen teil:
| Wahl                          | Stimmen | %      |
| ----------------------------- | ------- | ------ |
| Kanadische Unterhauswahl 1974 | 16.261  | 0,17 % |
| Kanadische Unterhauswahl 1979 | 14.231  | 0,12 % |
| Kanadische Unterhauswahl 1980 | 14.728  | 0,13 % |
| Kanadische Unterhauswahl 1993 | 5.136   | 0,04 % |
| Kanadische Unterhauswahl 1997 | 11.468  | 0,09 % |
| Kanadische Unterhauswahl 2000 | 12.068  | 0,09 % |
| Kanadische Unterhauswahl 2004 | 8.696   | 0,06 % |
| Kanadische Unterhauswahl 2006 | 8.980   | 0,06 % |
| Kanadische Unterhauswahl 2008 | 8.565   | 0,06 % |
| Kanadische Unterhauswahl 2011 | 10.160  | 0,07 % |
| Kanadische Unterhauswahl 2015 | 8.838   | 0,05 % |
| Kanadische Unterhauswahl 2019 | 4.124   | 0,02 % |
| Kanadische Unterhauswahl 2021 | 4.532   | 0,03 % |